# 附管皮氏螺
附管皮氏螺（学名：Spiraculum gredleri）为环口螺科Spiraculum属的动物，是中国的特有物种。分布于海南等地，生活环境为陆地，多见于潮湿多腐殖质的树林草丛中以及落叶石块下。